# Louis Monnier
Pour les articles homonymes, voir Monnier.
Louis Monnier, décédé en août 1969, est un athlète français licencié à la Société Athlétique de Montrouge, spécialiste de saut en hauteur.
Lors des Jeux olympiques de 1900, il termine septième du concours, sur huit concurrents, avec un bond de 1,60 m (épreuve remportée par l'américain Irving Baxter avec 1,90 m, également vainqueur du saut à la perche).
Son record personnel est de 1,77 m (record de France), établi en 1904.

## Palmarès
- Cinq fois consécutivement Champion de France d'athlétisme dans sa spécialité :
  - 1900 (1,60 m), 1901 (1,70 m), 1902 (1,70 m), 1903 (1,76 m, record de France) et 1904 (1,76 m ?).

## Galerie d'images

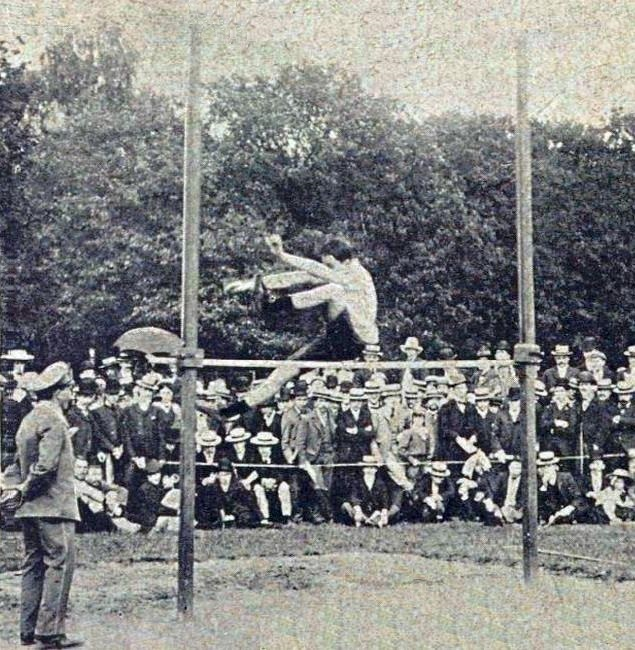
Louis Monnier, champion de France de saut en hauteur en 1902 (1,70 m).
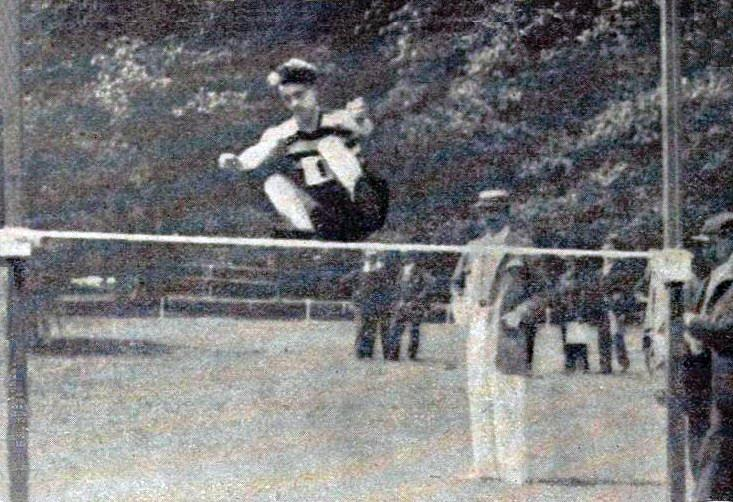
Louis Monnier, champion de France de saut en hauteur en 1903 (1,76 m).
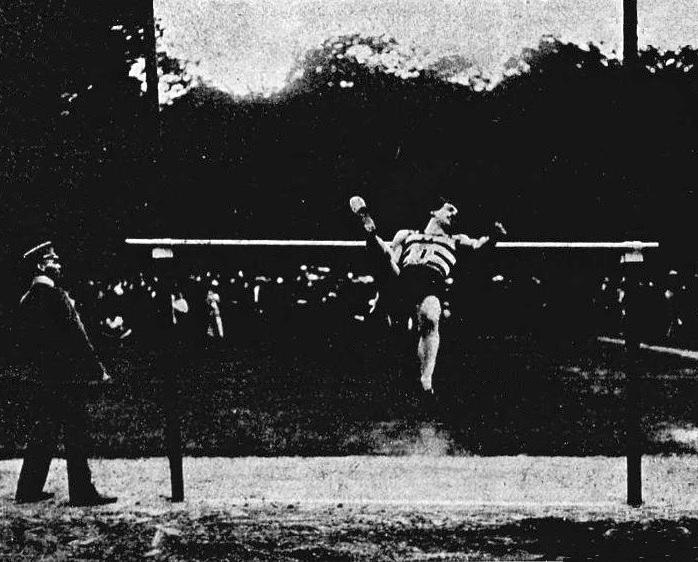
Louis Monnier, toujours en 1904 (...ou 1,70 m ?).